# كازينو حمام الأنف
كازينو حمام الأنف هو نزل وكازينو في مدينة حمام الأنف التونسية تم بنائه من قبل فرنسا في أواخر القرن الثامن عشر أسلوب بموريسكي، وهو معلم أثري مصنف منذ 1 سبتمبر 2000.